# 木姜叶柯
木姜叶柯（学名：Lithocarpus litseifolius）是壳斗科柯属的植物。分布于越南、缅甸、老挝以及中国大陆的秦岭南坡以南各省区等地，生长于海拔200米至2,200米的地区，见于山地常绿林的常见树种和次生林中生长良好，目前已在湖南、江西和重庆等地开展人工繁育工作。

## 别名
甜茶（通称）、甜叶子树（云南）、胖椆（广东）、木姜叶石栎、大叶稠子

## 异名
- Lithocarpus litseifolius (Hance) Chun var. pubescens Huang et Y. T. Chang
- Pasania wenshanensis Hu